# Bab al-Jabiya
Bab al-Jabiya (àrab: بَابُ الْجَابِيَّةِ, Bāb al-Jābiyya, ‘Porta de l'Abeurador’) és una de les set portes de la ciutat antiga de Damasc, capital de Síria. Durant l'època romana, la porta estava dedicada a Mart. Bab al-Jabiya era l'entrada principal del costat oest de la ciutat. La porta s'obre al mercat de Medhat Pasha, que és a la meitat occidental moderna del carrer anomenat recte, la reminiscència del decumanus romà, que encara avui la connecta amb la porta oriental, anomenada Bab Xarqi. El nom modern de la porta data del període omeia i prové de lloc anomenat al-Jàbiya, als Alts del Golan, aleshores la capital dels gassànides, aliats de l'Imperi Romà.

## Història

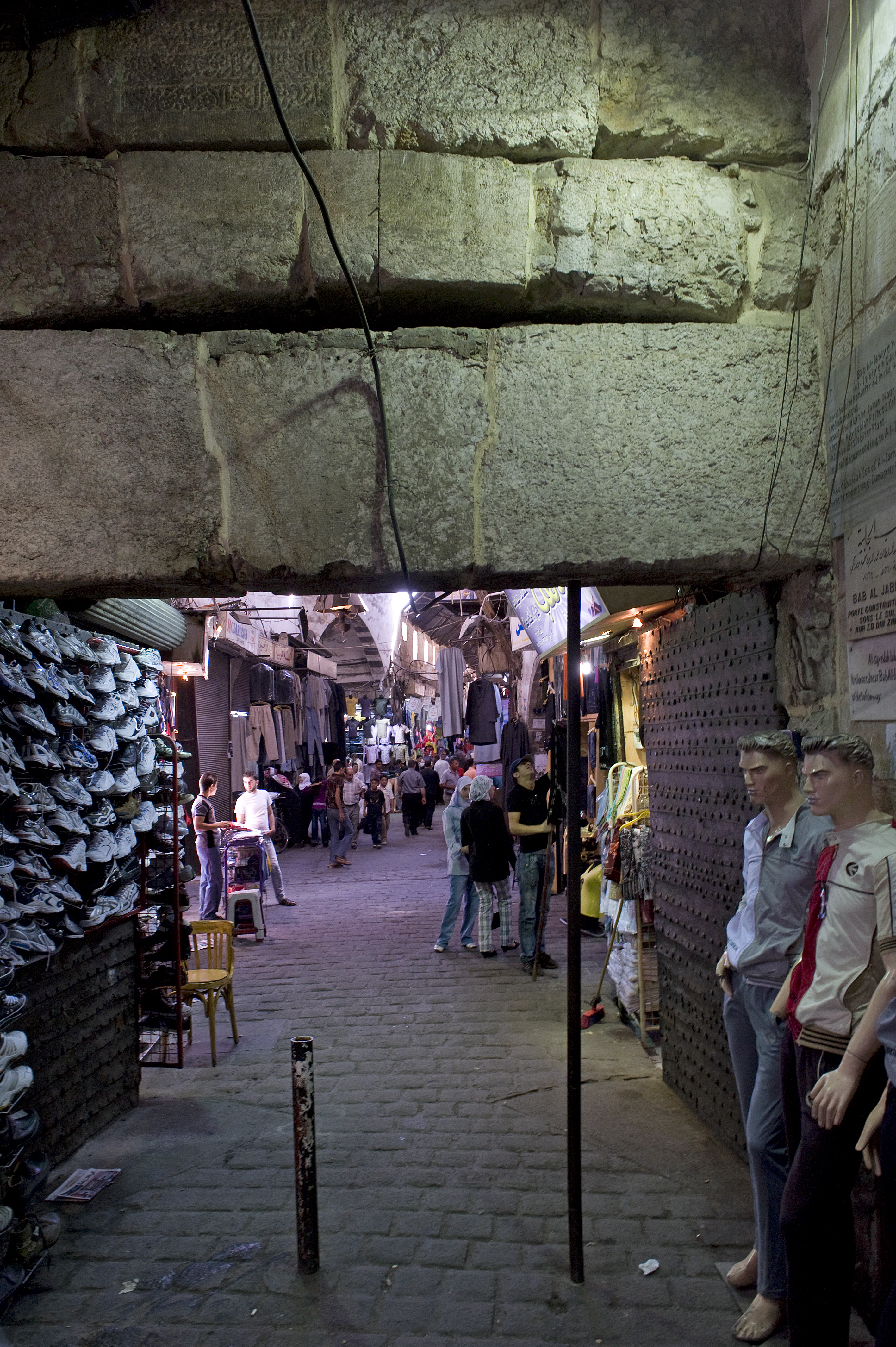
La porta al mercat de Damasc.

Durant l'època romana la porta era una típica porta tripartida amb tres accessos; una porta central per a vehicles rodats, flanquejada per dues entrades per a vianants. A prop de la porta hi ha el temple romà de Júpiter i el Teatre d'Herodes el Gran (actual Bait al-Aqqad).
Damasc va ser conquerida pels musulmans a l'era de Rashidu. Durant el setge de Damasc, el general musulmà Abu Ubayda ibn al-Jarrah, va entrar pacíficament a Damasc per aquesta porta el 18 de setembre de 634. Es va trobar amb les forces de Khàlid ibn al-Walid, que havien entrat a la ciutat per força des del Bab Xarqi, a mig camí del carrer recte, prop de l'actual catedral mariamita de Damasc. Sota el domini musulmà, la porta estava parcialment bloquejada excepte per una petita obertura per a vianants. Va ser reconstruïda durant el regnat de Nur ad-Din Zengi, i hi van anotar la data: el 567 de l'Hègira (1171-1172 dC). Altres inscripcions revelen que va ser renovat de nou sota el sultà aiúbida al-Màlik al-Muàddham, i de nou sota els mamelucs el 687 de l'Hègira (1288-1289 dC).